# Jiří Kylián Ring
De Jiří Kylián Ring is een doorgeefprijs voor mensen die op vernieuwende of progressieve wijze hebben bijgedragen aan de ontwikkeling van de dans in Nederland. De ring is ontworpen door Hans Appenzeller en werd in 2006 voor het eerst uitgereikt aan de naamgever, Jiří Kylián. De ring wordt vervolgens door de bezitter doorgegeven aan een opvolger.
De Jiří Kylián-ring bestaat uit een ringenset van veertien ringen, voor iedere letter van de prijs één ring. De ringen zitten op een ringmaatstok en zijn oplopend in maat. Degene die de ringenset ontvangt kan de ring uitzoeken die hem of haar past. Uniek is dat de ontvanger deze ring mag houden als hij of zij de prijs doorgeeft. Voor de lege plek op de ringmaatstok wordt een nieuwe ring gemaakt.

## Winnaars
- 2006 - Jiří Kylián
- 2008 - Michael Schumacher
- 2010 - Ellen Knops
- 2012 - Ingrid Wolff[1]
- 2014 - Janine Dijkmeijer
- 2016 - Ton Wiggers / Roel Voorintholt
- 2018 - Alexandra Radius en Han Ebbelaar[2]
- 2020 - Marian Sarstädt[3]
- 2022 - Marco Goecke
- 2024 - Paul Bronkhorst